# Castello di Sarre
Das königliche Castello di Sarre (frz. Château de Sarre) ist eine Höhenburg beim Ortsteil Lalex der Gemeinde Sarre im Aostatal.

## Geschichte
Ein Festes Haus oder vielleicht auch ein einfacher Wachturm auf dem Gelände ist bereits ab dem 13. Jahrhundert dokumentiert, während für das Jahr 1242 bezeugt ist, dass dort ein wichtiges Treffen von Graf Amadeus IV. von Savoyen und Godefroy de Challant, um sich abzustimmen, wie man gegen die Rebellion von Hugues de Bard, des Herrn der Gegend, vorgehen könnte. Diese Allianz sanktionierte die Zuordnung der Burg an den Enkel Jacques de Bard, der nicht an der Revolte teilnahm, und mit ihr auch des Titels „Graf von Sarre“, einer Dynastie, dessen Vorfahr er wurde.
Mit dem Aussterben der Sarres 1364 vergab Graf Amadeus VI. von Savoyen das Lehen und das damit verbundene Feste Haus an Henri de Quart, aber nach dessen Tod 1377 fiel die Burg an die Savoyer, die sie erst 1405 an den neuen Lehensnehmer, Thibaud de Montagny, verlehnten.
Von da ab gehörte die Burg nacheinander mehreren Familien, darunter den Baronen Genève-Lullin, den Leschauxs, den La Crêtes, den Roncas und den Rapets.

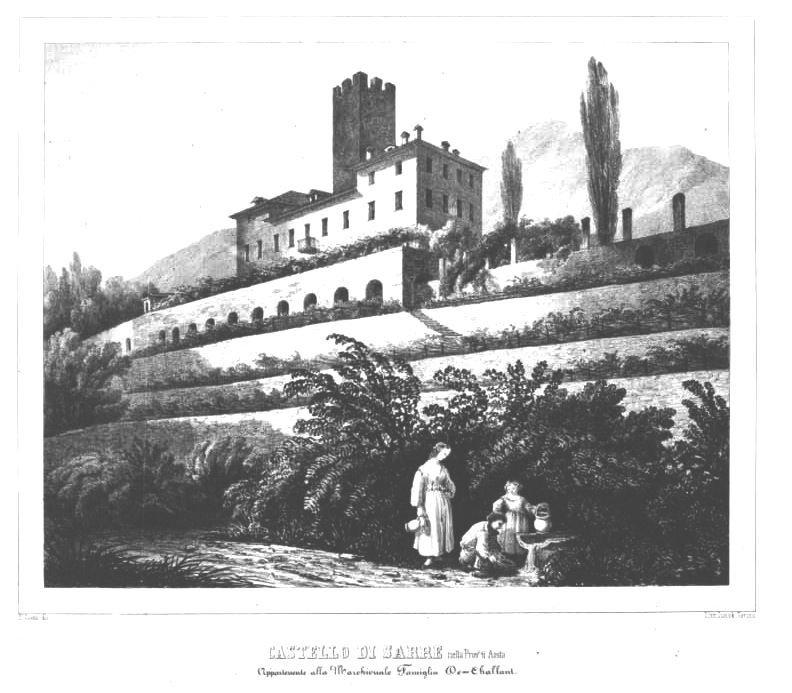
Lithographie des Schlosses Sarre

1708 kaufte Jean-François Ferrod aus Arvier, ein ambitionierter Industrieller, der mit der Lieferung von Vorräten an das Militär und die Ausbeutung der Kupferminen von Ollomont reich geworden war, die Burg. Er ließ die Burg vollständig neu bauen, um sein Engagement unter Beweis zu stellen, sodass sie das heutige Aussehen erlangte, wobei er nur den Turm nicht mit einer neuen Fassade versehen ließ. Jedenfalls erlaubte eine Hypothek auf die Burg in der Folge des wirtschaftlichen Ruins, der die Ferrods ereilte, den vorhergehenden Eigentümern, den legitimen Erben der Familie Rapet, die Burg erneut zu übernehmen. Nachfolgend ging das Eigentum an der Burg an Nicole de Bard über und später an die Familie Gerbore.
1869 ging die Burg in das Eigentum der Savoyer über, die mit Viktor Emanuel II. den ersten italienischen König stellten. Dieser kaufte die Burg und erhielt damit ebenfalls den Titel „Conte di Sarre“. Er beauftragte letzte Erweiterungen, die Aufstockung des Turms und den Bau der Ställe in der Absicht, die Burg in eine der größten saisonalen Residenzen umzuwandeln, die der Jagdleidenschaft gewidmet sind. Der „königliche Jäger“ frequentierte die Burg häufig, um an wichtigen Jagdausflügen in die benachbarten Täler, wie dem Cogne-, dem Valsavarenche- und dem Rhêmes-Tälern teilzunehmen, Gebieten, die einst sein persönliches Jagdrevier bildeten und heute Teil des weitläufigen Nationalparks Gran Paradiso sind.
Ebenso häufig besuchte der Nachfolger Umberto I. die Burg, der sie mit zahlreichen Jagdtrophäen dekorieren ließ, die man in der „Trophäengalerie“ und in der Museumssammlung sehen kann. Die Königin Margarethe dagegen weilte nur einmal auf der Burg, nämlich während des Sommers 1880; danach logierte sie lieber auf dem benachbarten Schloss Savoyen, das sie in der Nähe von Gressoney-Saint-Jean erbauen ließ.
Häufige Besucher der Burg von Sarre waren auch der Prinz von Piemont, Umberto II., und seine Schwester, Marie José, die nach der Modernisierung der Zimmer 1935 die Burg als saisonale Residenz für ihre zahlreichen Bergtouren nutzten, aber sie war auch der Ort, wohin sich Prinzessin Marie José mit ihren Söhnen in der schwierigsten Zeit des Zweiten Weltkrieges flüchtete.
Die Burg blieb bis 1972 in Händen der Familie Savoyen und wurde dann von der Republik Italien gekauft, die sie 1989 der Autonomen Region Aostatal überließ, um sie einer langen Restaurierung zu unterziehen, bevor sie öffentlich zugänglich gemacht wurde. Heute stellt das königliche Schloss Sarre ein wichtiges Zeugnis des Hauses Savoyen im Aostatal dar sowie einen Hort der Erinnerungen an die Jagden und Bergtouren der Savoyer.

## Beschreibung

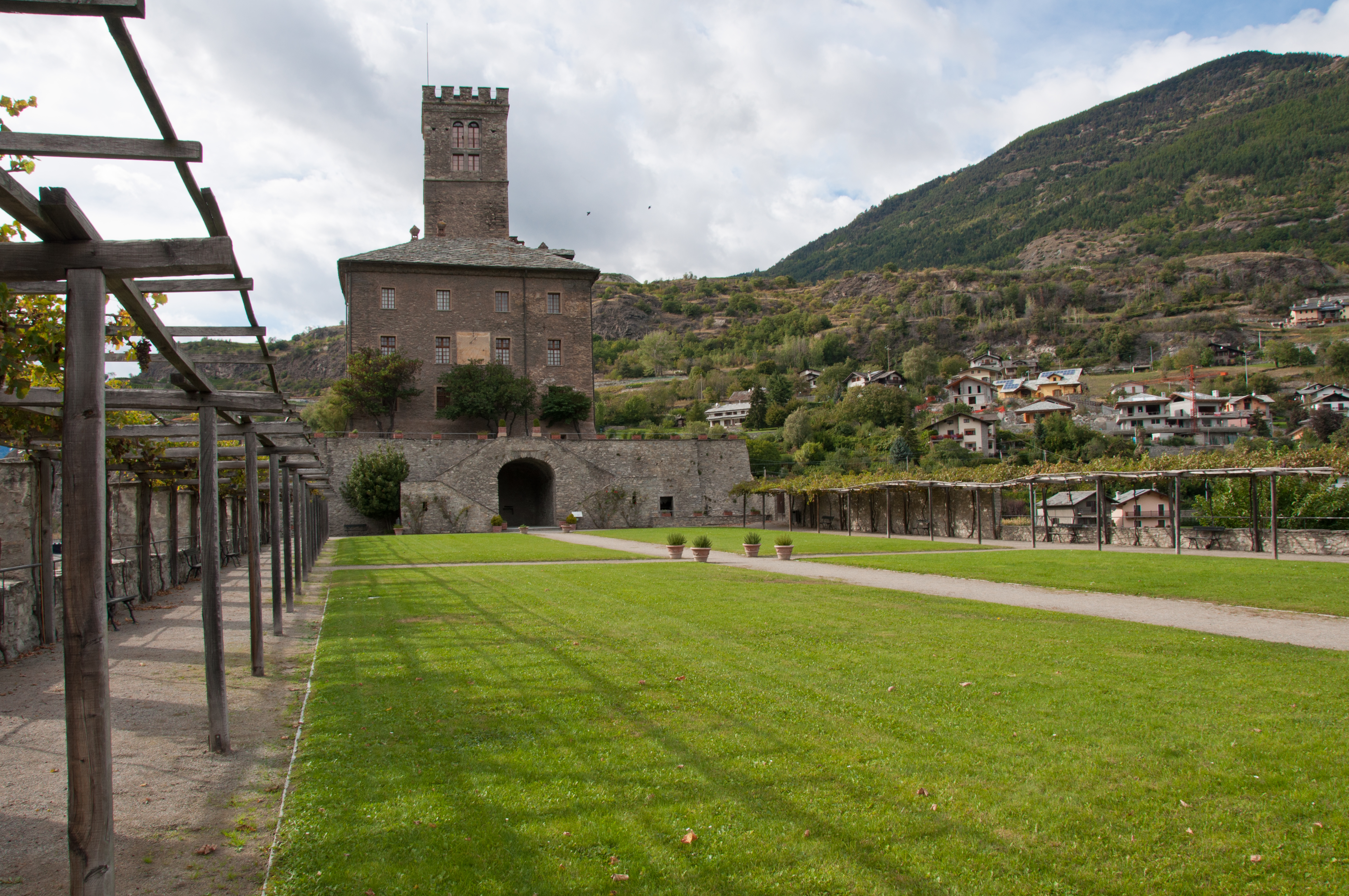
Rückansicht vom Hof aus

### Aufbau
Die Burg besteht aus einem massiven, länglichen Baukörper auf einem Hügel mit gut sichtbaren Terrassierungen mit Blick auf die Autobahn A5 zum Mont Blanc und ist durch einen hohen zinnenbewehrten Turm mit rechteckigem Grundriss und kreuzförmigen Fenstern in der Mitte charakterisiert. Das Gebäude erstreckt sich über drei Stockwerke und zeigt eine homogene Steinverkleidung, analog zahlreicher anderer Burgen in der Region.
Anschließend an das Hauptgebäude, aber innerhalb des Mauerrings, der den gesamten relevanten Bereich umgibt, liegt eine kleine, königliche Hallenkapelle, charakterisiert durch nüchterne Verzierungen und einen klar vom Barock inspirierten Altar. Die Rückseite der Burg öffnet sich zu breiten Wiesenhof hin, auf beiden Seiten flankiert von zwei Gehwegen und den Ställen, die Viktor Emanuel II. bauen ließ.

### Innenräume
Ursprünglich waren im Erdgeschoss die Wohnräume des Erbprinzen, die des Wächters und ein Speisesaal untergebracht, verbunden mit den Küchen, der Speisekammer und den Kellerräumen im Untergeschoss. Seit 1989 kann man diese Räumlichkeiten im Erdgeschoss, in denen eine Dauerausstellung über das Haus Savoyen und Diensträume untergebracht sind, besichtigen.
Im ersten Obergeschoss befinden sich dagegen die königlichen Wohnräume, die mithilfe einiger Originalmöbel und minuziös nach den Inventarlisten von 1890, die man im historischen Archiv in Turin gefunden hat, reproduzierter Stoffe, die Wohnumgebung der umbertinischen Epoche wiedererstehen lassen. Das charakteristischste Zimmer ist die „Trophäengalerie“, dessen einzigartige Verzierungen von König Umberto I. so gewünscht wurden; sie bestehen aus Hunderten von Steinbockhörnern, kombiniert mit gemalten Blumendekorationen an den Wänden, analog zu denen, die man im anschließenden, gleichnamigen Salon findet.
Das zweite Obergeschoss beherbergte ursprünglich die Schlafzimmer für wichtige Besucher, aber die heutige Ausstattung zeigt die Räume so, wie sie nach den Bedürfnissen der letzten Herrscher eingerichtet worden waren, die dort von 1935 bis 1946 wohnten; sie beherbergen auch deren kleine Sammlung von Erzählungen italienischer Schriftsteller des 19. und 20. Jahrhunderts.

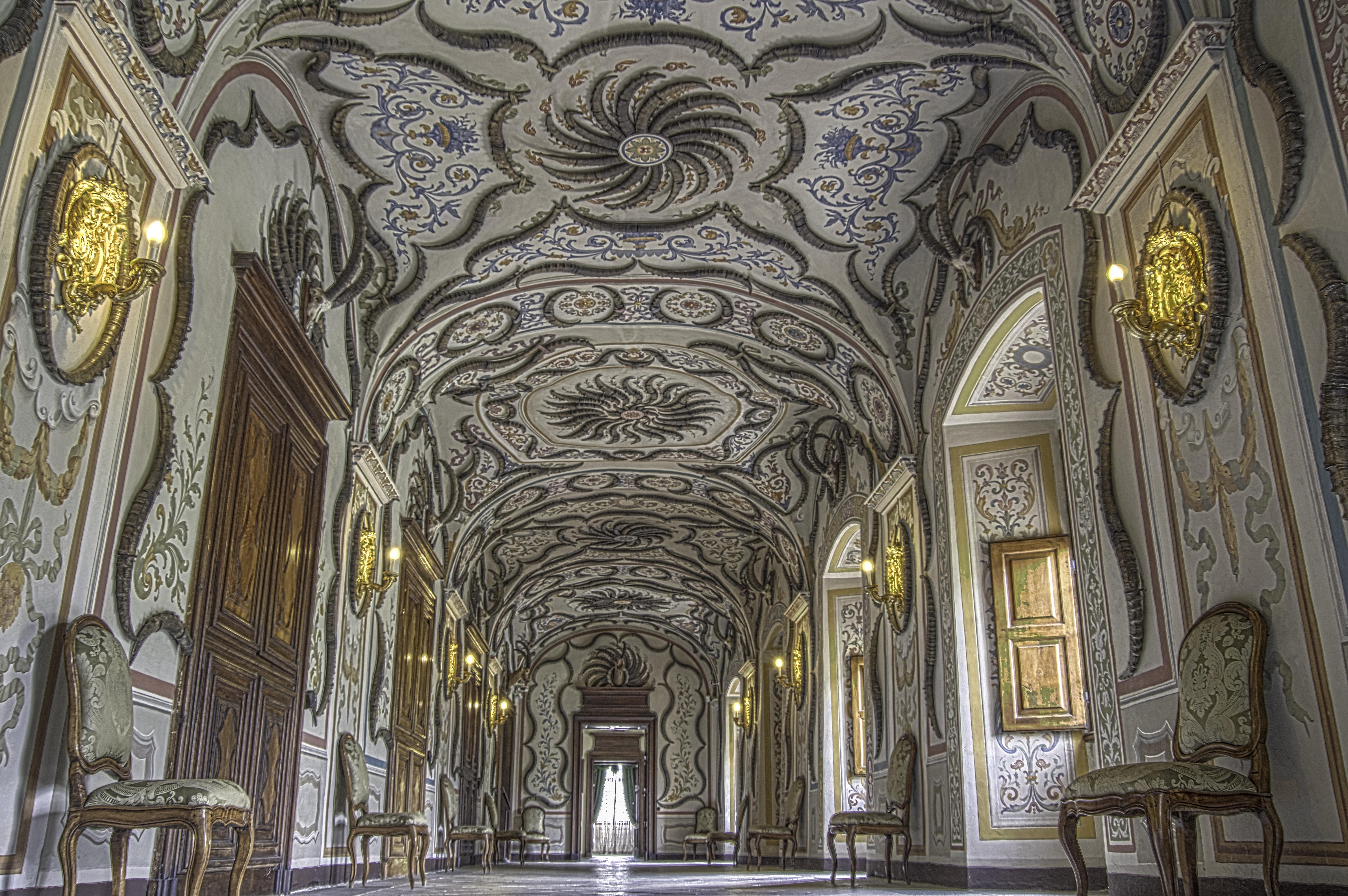
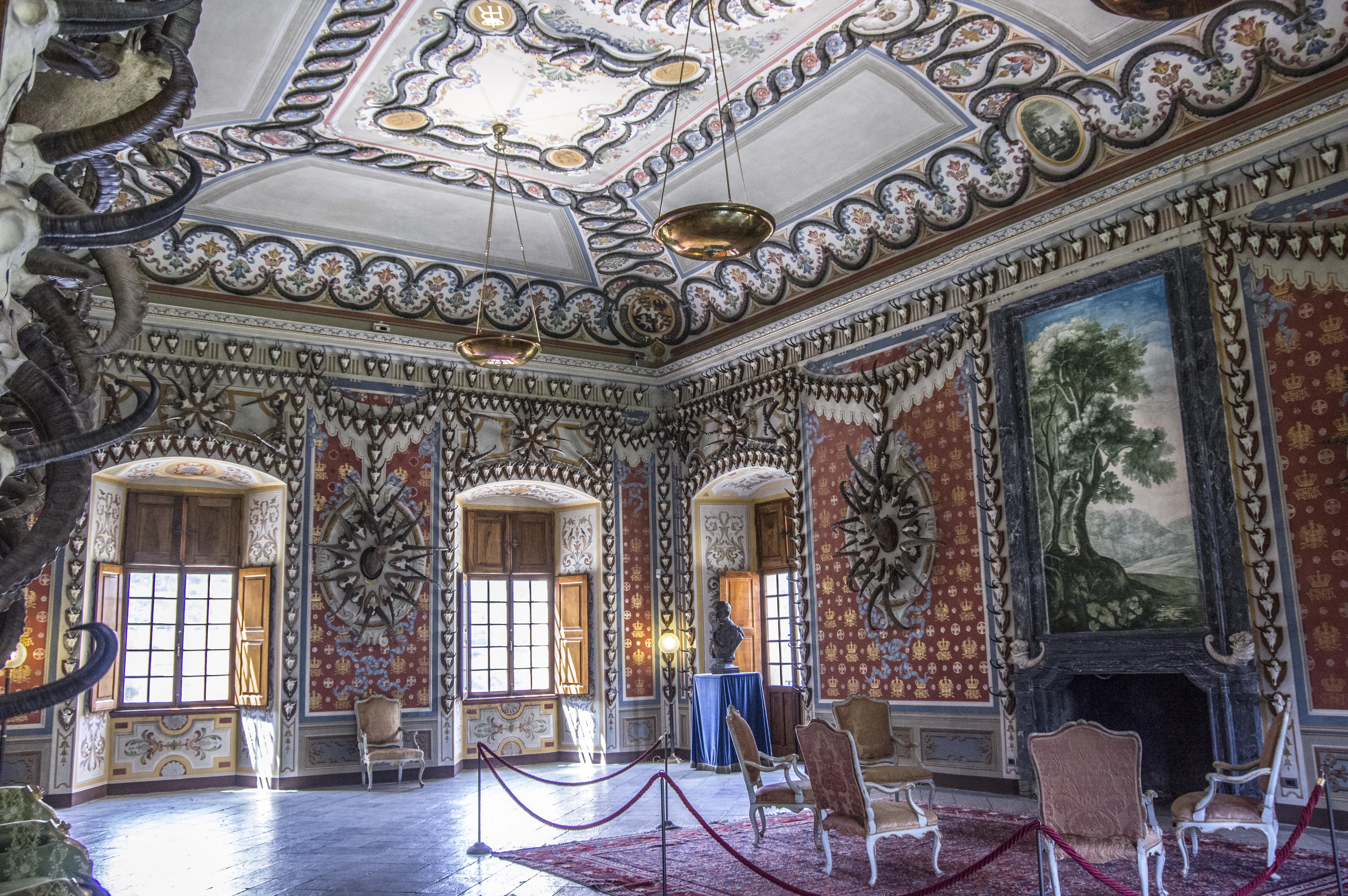
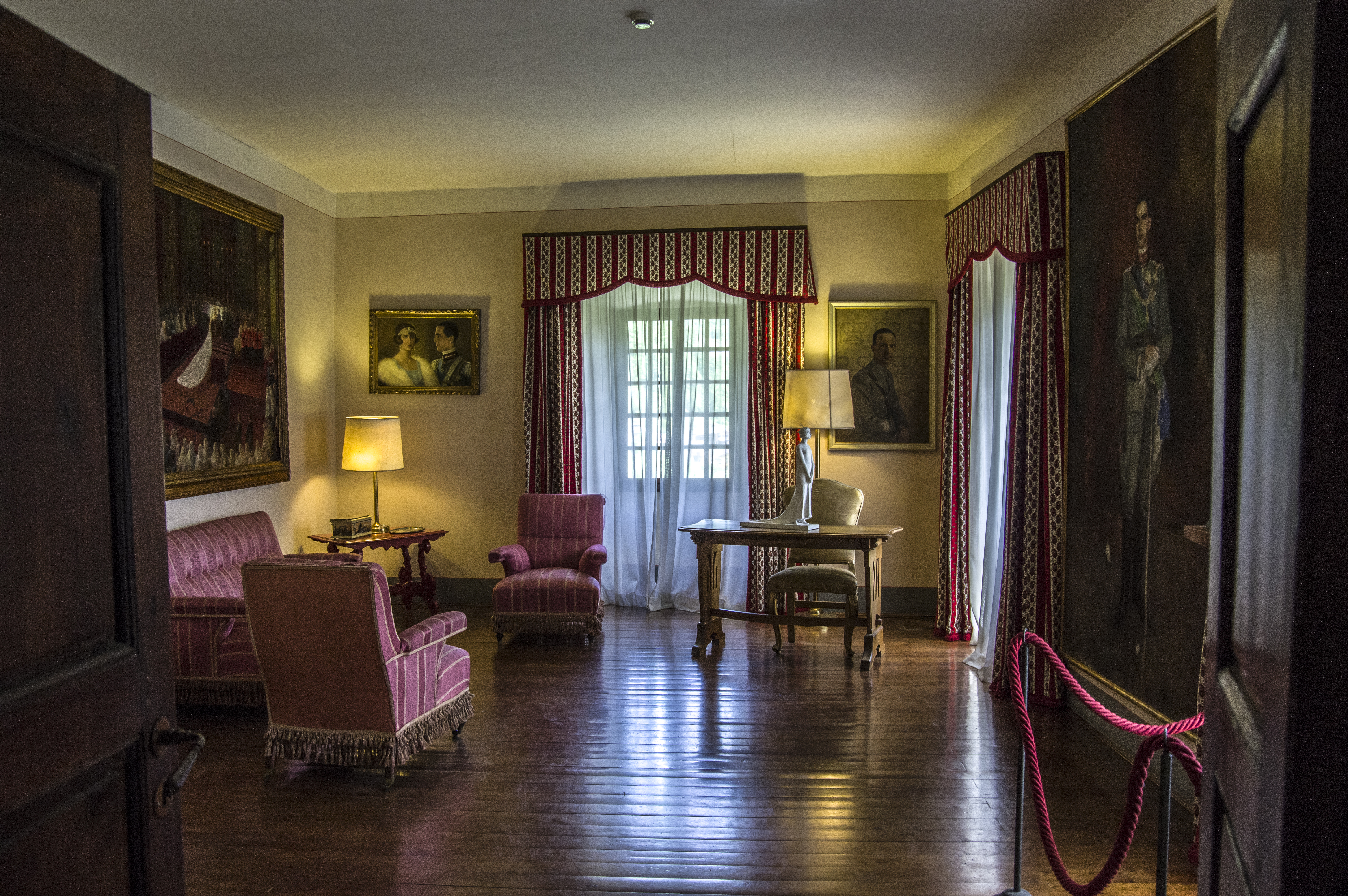

## Königliche Sammlungen
Das königliche Schloss Sarre beherbergt die königlichen Sammlungen, eine Art von Museum der Aufzeichnungen des Hauses Savoyen.